# Xã Lincoln, Quận LaPorte, Indiana
Xã Lincoln (tiếng Anh: Lincoln Township) là một xã thuộc quận LaPorte, tiểu bang Indiana, Hoa Kỳ. Năm 2010, dân số của xã này là 1.794 người.